# Thourie
Thourie är en kommun i departementet Ille-et-Vilaine i regionen Bretagne i nordvästra Frankrike. Kommunen ligger i kantonen Retiers som tillhör arrondissementet Fougères-Vitré. År 2022 hade Thourie 857 invånare.

## Befolkningsutveckling
Antalet invånare i kommunen Thourie
Referens:INSEE